# Abborrtjärnen (Grangärde socken, Dalarna, 668383-143937)
Abborrtjärnen är en sjö i Ludvika kommun i Dalarna och ingår i Norrströms huvudavrinningsområde. Sjön har en area på 0,0845 kvadratkilometer och ligger 285,3 meter över havet.

## Delavrinningsområde
Abborrtjärnen ingår i det delavrinningsområde (668370-144106) som SMHI kallar för Utloppet av Gänsen. Medelhöjden är 297 meter över havet och ytan är 32,12 kvadratkilometer. Räknas de 3 avrinningsområdena uppströms in blir den ackumulerade arean 105,52 kvadratkilometer. Gänsån som avvattnar avrinningsområdet har biflödesordning 4, vilket innebär att vattnet flödar genom totalt 4 vattendrag innan det når havet efter 298 kilometer. Avrinningsområdet består mestadels av skog (69 procent) och sankmarker (12 procent). Avrinningsområdet har 2,42 kvadratkilometer vattenytor vilket ger det en sjöprocent på 7,5 procent.